# 粉叶肿荚豆
粉叶肿荚豆（学名：Antheroporum glaucum），为豆科肿荚豆属下的一个植物种。除花序外全株无毛。枝榄绿色，光滑，后变灰白色，皮孔小且稀少。花期3-8月。生长于海拔500-1300米的沟谷季雨林中。